# Savigny-en-Véron
Savigny-en-Véron is een gemeente in het Franse departement Indre-et-Loire (regio Centre-Val de Loire). De plaats maakt deel uit van het arrondissement Chinon. Savigny-en-Véron telde op 1 januari 2022 1.539 inwoners.

## Geografie
De oppervlakte van Savigny-en-Véron bedroeg op 1 januari 2022 21,31 vierkante kilometer; de bevolkingsdichtheid was toen 72,2 inwoners per km².

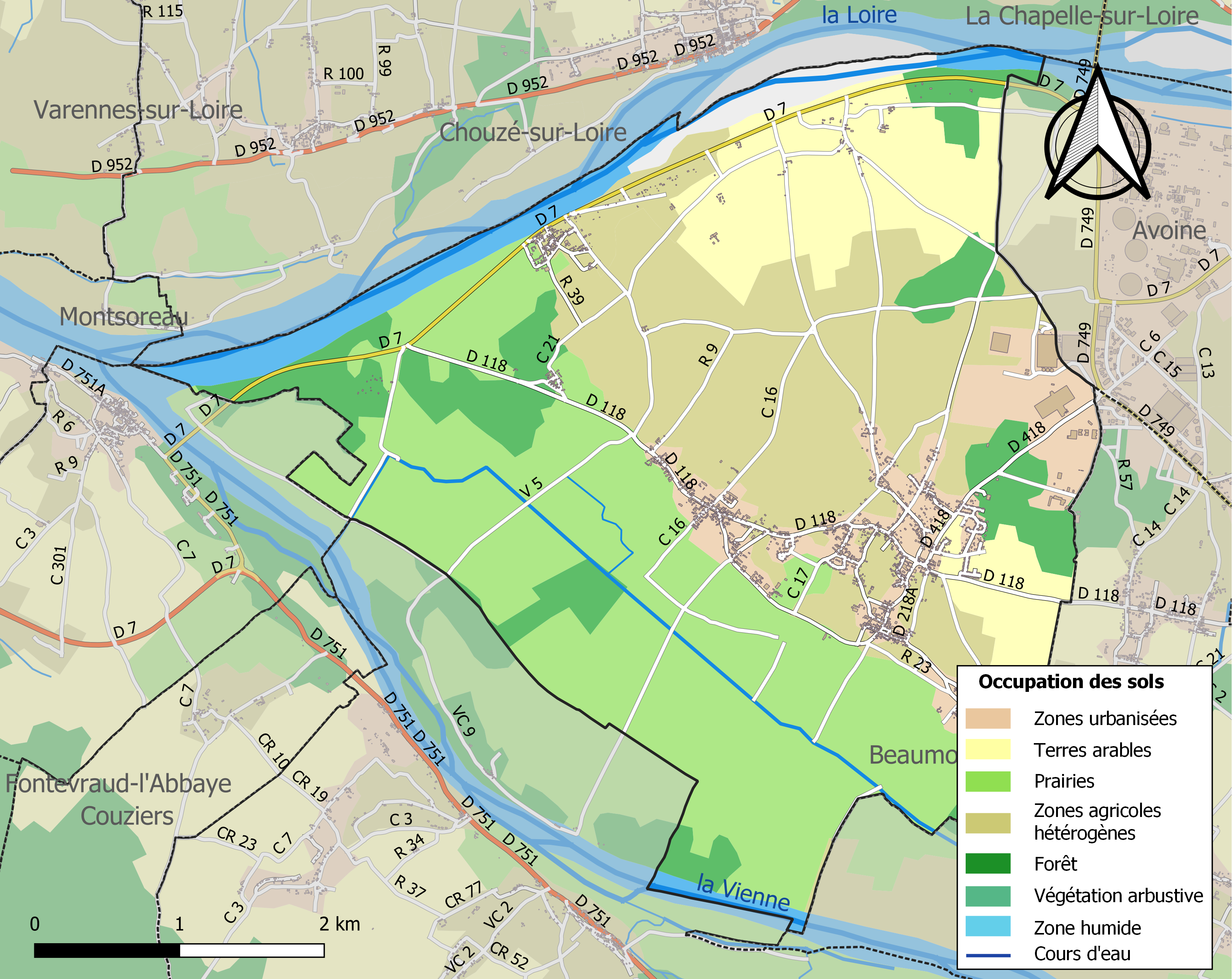
Kaart van de gemeente met de belangrijkste infrastructuur, bodemgebruik en omliggende gemeenten

## Demografie
Onderstaande figuur toont het verloop van het inwonertal (bron: INSEE-tellingen).